# Megalorhipida deboeri
Megalorhipida deboeri là một loài bướm đêm thuộc chi Megalorhipida, có ở Indonesia. Loài bướm này bay vào tháng 10, và có sải cánh khoảng 10 milimét. The specific name "deboeri" refers to A.L. de Boer, an entomologist who collected specimens of the species.